# Chris Baker
Pour les articles homonymes, voir Baker.
Chris Baker (né le 2 février 1991 à Norwich) est un athlète britannique, spécialiste du saut en hauteur.

## Carrière
Son précédent record était de 2,28 m, obtenu le 7 juin 2014 en salle à Birmingham, lors de la British Athletics League Premiership, et de 2,27 m en plein air seulement, le 18 mai 2014 à Loughborough. En 2015, il n'avait franchi que 2,20 m à deux reprises. Il avait terminé 11e des Championnats d'Europe 2014 en 2,21 m après avoir franchi 2,23 m au troisième essai en qualifications. Il avait terminé 4e des Jeux du Commonwealth 2014 à Glasgow, éjecté du podium aux essais par le Canadien Michael Mason.
Le 13 février 2016, il réussit un saut à 2,36 m à Hustopeče, en égalant la meilleure performance mondiale de l'année pour quelques minutes, avant d'être battue par Gianmarco Tamberi, 2,38 m et record d'Italie. Il se classe deuxième du concours après avoir échoué à trois reprises (de peu) à 2,40 m. Il devance tout de même le vice-champion du monde 2009 de Chypre Kyriakos Ioannou (2,32 m).
Le 19 mars 2016, Baker se classe 8e de la finale des championnats du monde en salle de Portland avec 2,29 m, échouant de peu à 2,33 m. Le 10 juillet, Chris Baker décroche, ex æquo avec Eike Onnen, la médaille de bronze des Championnats d'Europe d'Amsterdam avec un saut à 2,29 m, nouveau record personnel en plein air. Néanmoins, il ne passe pas le cap des qualifications aux Jeux olympiques de Rio. Il termine 9e de la finale de la Ligue de diamant.
En 2017, il est blessé une majeure partie de la saison. Il ouvre sa saison estivale avec 2,26 m à Doha début mai. En juin, il ne réalise que 2,12 m aux Championnats d'Europe par équipes 2017 à Lille.
Le 18 juillet 2017, il franchit 2,28 m à Cork, son meilleur saut de la saison à 2 cm du minima pour les Championnats du monde. Il n'est pas sélectionné aux mondiaux.
Le 1er juillet 2018, il franchit 2,26 m à Birmingham ce qui lui permet de se qualifier pour Berlin.

## Palmarès
| Date | Compétition                       | Lieu             | Résultat | Marque  |
| ---- | --------------------------------- | ---------------- | -------- | ------- |
| 2013 | Championnats d'Europe espoirs     | Tampere          | 7e       | 2,21 m  |
| 2014 | Championnats d'Europe par équipes | Brunswick        | 5e       | 2,19 m  |
| 2014 | Jeux du Commonwealth              | Glasgow          | 4e       | 2,25 m  |
| 2014 | Championnats d'Europe             | Zurich           | 10e      | 2,21 m  |
| 2016 | Championnats du monde en salle    | Portland         | 8e       | 2,29 m  |
| 2016 | Championnats d'Europe             | Amsterdam        | 3e       | 2,29 m  |
| 2016 | Jeux olympiques                   | Rio de Janeiro   | qual.    | 2,26 m  |
| 2016 | Ligue de diamant                  | Ligue de diamant | 9e       | détails |
| 2017 | Championnats d'Europe par équipes | Lille            | 8e       | 2,12 m  |
| 2018 | Jeux du Commonwealth              | Gold Coast       | 9e       | 2,21 m  |
| 2019 | Championnats d'Europe en salle    | Glasgow          | 4e       | 2,22 m  |
| 2019 | Championnats d'Europe par équipes | Bydgoszcz        | 2e       | 2,22 m  |

## Records
| Épreuve         | Épreuve      | Performance | Lieu      | Date            |
| --------------- | ------------ | ----------- | --------- | --------------- |
| Saut en hauteur | En plein air | 2,29 m      | Amsterdam | 10 juillet 2016 |
| Saut en hauteur | En salle     | 2,36 m      | Hustopeče | 13 février 2016 |